# Grand Mariscal
Grand Mariscal est l'une des sept paroisses civiles de la municipalité de Sucre dans l'État de Sucre au Venezuela. Sa capitale est Los Altos de Sucre.